# Narcís Fuster i Domingo
Narcís Fuster i Domingo (Barcelona, 1 de setembre de 1869 - 23 de maig de 1939) fou un metge barceloní.

## Biografia
Fill de Narcís Fuster i Janer, estudià Ampliació de Física a Saragossa el 1889 i es llicencià en medicina a la Universitat de Barcelona en 1895. El 1899, poc després de doctorar-se a Madrid, fou destinat com a metge titular a Ripollet i Cerdanyola del Vallès. El 1904 fou president del Patronat per la Lluita contra la Tuberculosi, el 1910 vicepresident de l'Acadèmia d'Higiene de Catalunya, i el 1918 inspector del Servei de Lactància de la Casa Provincial de Maternitat i Expòsits de Barcelona, càrrec que encara exercia en 1931.
Simultàniament a les seves activitats mèdiques, el 1891 fou vicepresident del Foment Catalanista i el 1893 fou nomenat president del Centre Escolar Catalanista. El 1896 fou president de l'Agrupació Catalanista de Ripollet. Fou membre de la Societat Econòmica Barcelonesa d'Amics del País (quan era president Narcís Verdaguer i Callís) i del Centre Excursionista de Catalunya. De 1896 a 1908 va dirigir el periòdic La Veu del Vallès. A les eleccions municipals de 1905 fou escollit regidor de l'ajuntament de Barcelona pel districte V dins les llistes de la Lliga Regionalista.